# 高田明和
高田 明和（たかだ あきかず、1935年12月12日 - 2023年12月17日）は、日本の脳科学者、浜松医科大学名誉教授。
専門は血液学、生理学、大脳生理学。

## 概要
静岡県清水市（現・静岡市清水区）生まれ。静岡県立清水東高等学校を経て、1961年慶應義塾大学医学部卒業、同大学院（生理学）修了。1966年医学博士。米国ロズエル・パーク記念研究所、ニューヨーク州立大学助教授、浜松医科大学教授、2001年名誉教授。
日本生理学会、日本血液学会、日本臨床血液学会評議員。NPO法人「食と健康プロジェクト」理事長。
帝京大学名誉教授で日本肝胆膵外科学会元理事長の高田忠敬は弟。
妻の高田由美子（1937年2月17日 - 2013年5月25日）は生理学者。慶應義塾大学医学部で同級生。浜松医科大学教授、2002年浜松医科大学名誉教授。
夫婦ともに、作家で慶應義塾大学医学部教授であった林髞（木々高太郎）の弟子。
清水次郎長の姪で養女でもあった人物の子孫であり、清水次郎長に関する著書も複数ある

## エピソード
- 1988年に中日新聞の記者が、浜松医科大学の別の教授にコラム記事を書いていただこうと大学を訪問した際に、当初記者が目的としていた教授がその時に不在だったことから、たまたま別件で取材をした高田明和に同記者が記事を書くように依頼をしたことがきっかけで、中日新聞に高田明和がコラム記事を書くことになった。そのコラム記事を読んだ講談社担当者が高田明和と打ち合わせをして処女作『「病は気から」の科学 心と体の不思議な関係』が出版された。後に著作内で高田明和は、「あの日、記者が目的とした教授が不在だったという偶然がなければ、出版の話も来なかった」と語っている。
- 「病は気からの科学」を読んだ元角川書店代表取締役社長の角川春樹が、角川選書から高田明和の著作出版をすることを決めて、同出版社からも著書を出すことになった。これがターニングポイントになり、その後はテレビ出演(午後は〇〇思いっきりテレビ、チコちゃんに叱られるなど)や、NHKラジオ定期便での番組出演にも展開していき、現在までも継続的に著書を出版している。

## 著書
- 『「病は気から」の科学 心と体の不思議な関係』講談社ブルーバックス 1989 のち講談社+α文庫
- 『血液の不思議 不安と怒りは血を固まらせる』講談社ブルーバックス 1990
- 『心とからだのふしぎ』角川選書 1990 『ストレスがもたらす病気のメカニズム』角川文庫
- 『人体・ふしぎ発見 「他人の匂い」から「心の奥」まで』講談社ブルーバックス 1990
- 『ビジネスマンのための「気と運」の活用術』双葉社 1990 『「気と運」を活用する本』双葉文庫
- 『心を科学する 現代科学と仏教思想で「こころ」にせまる』シュプリンガー・フェアラーク東京 1991
- 『心のストレスがとれる本 脳生理学がここまで解明した』光文社 カッパ・ブックス 1991 のち文庫
- 『「病は気から」の科学』part 2-3 講談社ブルーバックス 1991-1995
- 『臨死体験の不思議 至福の悟りが待っている!?』講談社ブルーバックス 1991
- 『輝きたいあなた、女性に 女の心とからだ学』双葉社 1992
- 『脳とこころのしくみ』角川選書 1992 『ストレスから自分を守る脳のメカニズム』角川ソフィア文庫
- 『血液は体のすべてを知っている』コスモの本 1993
- 『挫折に克て 変革の嵐を越えて』静岡新聞社 1993
- 『ストレスが自信に変わる本 最新医学が解明した心のパワー』光文社 カッパ・ブックス 1993 のち文庫
- 『眠りは百薬の長』講談社 1993
- 『人もフェロモンで恋をする 匂いは性のシグナル』講談社 1993
- 『血栓の話 体内で固まる血液のふしぎ』朝日選書 1994
- 『「健康に良い」は体に悪い ベータ・カロチンからスポーツ、禁煙まで』光文社 カッパ・ホームス 1994
- 『タバコはボケを防止するか』角川書店 1994
- 『癒す力の科学 「病は気から」の証明』日本教文社 1995
- 『死ぬときに見る光景 「臨死体験」を科学はどのように説明するか』PHP研究所 1995
- 『感情の生理学 "こころ"をつくる仕組み』日経サイエンス社 1996
- 『脳からストレスが消える 医学が証明した「脳内物質」の奇跡』光文社 カッパ・ブックス 1996
- 『脳内麻薬の真実 感情を支配する活性ホルモンとは』PHP研究所 1996
- 『健やか長生きプラン』静岡新聞社 しずおか健康ブックス 1997
- 『脳が若返る 脳内至福物質の秘密』日本教文社 1997
- 『脳・こころ・癒し』アリアドネ企画 1997
- 『ボケない脳のつくり方 突然ボケ、無気力を防ぐ脳生理学の新発見』光文社 カッパ・ブックス 1997
- 『心の力で病を癒す 脳のしくみと生きがいの探究』アリアドネ企画 1998
- 『すぐキレる脳、ムカつく心 危い心の処方箋』光文社 カッパ・ブックス 1998
- 『いい「いいかげん」が脳を若くする』講談社 1999 『脳の若さを保つ心のメカニズム』角川文庫
- 『ウツな気分が消える本 ストレスがとれる、決断力がつく』光文社 カッパブックス、1999 のち知恵の森文庫
- 『中高年のためのお茶の間健康法』日本教文社 2000
- 『脳を鍛えよう 元気が出て積極人間になる 脳を鍛える食事のすすめ』エール出版社 2000
- 『ボケない脳をつくる7つの習慣』竹内書店新社 2000
- 『40歳をすぎても記憶力は伸ばせる』講談社+α新書 2001
- 『元気な脳の育てかた 親子の幸せのために』ポプラ社 2001
- 『心の病気はなぜ起こるか うつ病と脳内物質』朝日選書 2001
- 『子どもの健全な脳と心は、親の愛情が育てる 脳生理学者が語る「心と体」の話』PHP研究所 2001
- 『「砂糖は太る」の誤解 科学で見る砂糖の素顔』講談社ブルーバックス 2001
- 『自分でもユーウツになる「その性格」を変える』講談社+α新書 2001
- 『粗食・ダイエット食ではボケる』エール出版社 2001
- 『脳から「不安」を追い出す10の方法 ウツな気分を振り払い、自分を取り戻す』光文社 カッパ・ブックス 2001
- 『脳から老化を止める 40歳すぎても脳細胞は増やせる』光文社 カッパ・ブックス 2001
- 『脳のしくみと癒しの手法 ストレス社会を生き抜くために』アリアドネ企画 2001
- 『病気にならない血液と脳をつくる 人のからだは心が喜んだ分だけ元気になる』日本教文社 2001
- 『40歳をすぎてからの賢い脳のつくり方』講談社+α新書 2002
- 『アレルギーに負けない免疫体力をつくる』日本教文社 2002
- 『「うつ」依存を明るい思考で治す本 クスリはいらない!』講談社+α新書 2002
- 『「うつ」にならない食生活』角川oneテーマ21 2002
- 『「快眠」セラピー いつでも、どこでも、ぐっすりと』光文社 カッパ・ブックス 2002
- 『心と体が若がえる本 不死の細胞が見つかった!』第三文明社 2002
- 『仕事のうつがすっきり取れる本 職場のストレスが消える心の習慣』青春出版社 プレイブックス 2002
- 『脳を死ぬまで進化させる本』第三文明社 2002
- 『脳をつくり変える「いい習慣」』三笠書房 2002 『「脳」が元気になる本』知的生きかた文庫
- 『脳と心の謎に挑む 神の領域にふみこんだ人たち』講談社 2002
- 『ボケ、寝たきりにならない30の方法』中経出版 2002 『ボケない人になる23の方法』中経の文庫
- 『40歳からの「バカになれる脳」の鍛え方』講談社+α新書 2003
- 『うつ病を自分で治す実践ノート』リヨン社 2003 『うつに効く実践ノート』2007
- 『記憶力が強くなる本』第三文明社 2003
- 『仕事力を高めるできる脳のつくり方』ベストセラーズ 2003
- 『どの子ものびる脳の不思議 脳生理学者の子育てメッセージ』かもがわ出版 2003
- 『認知療法でうつ病が治った 優しい人ほどうつになる』リヨン社 2003
- 『脳を「芯」から癒す本 クスリがいらない、ウツの処方箋』光文社 カッパ・ブックス 2003
- 『あなたの病気には意味がある あんな病気にこんな効用』光文社 カッパブックス、2004
- 『男と女のすれ違いはなぜ起こる?』廣済堂出版 2004
- 『五〇歳からの元気な脳のつくり方』角川oneテーマ21 2004
- 『仕事のストレスを消す「脳内トレーニング」』PHPエル新書 2004
- 『ストレスをなくす心呼吸 心は呼吸と姿勢にいかに影響されるか』リヨン社 2004 のち二見レインボー文庫
- 『高田明和の40歳から「賢い脳」をつくる「脳トレ」ノート』講談社 2004
- 『つらい不眠症を自分で治す実践ノート』リヨン社 2004 のち二見レインボー文庫
- 『脳がいつまでも若々しい人老けやすい人』三笠書房 2004
- 『不安神経症・心配性を自分で治す実践ノート』リヨン社 2004
- 『やる気元気積極脳 最新の脳科学が明かす 明るい未来はこうして拓く』ぱるす出版 2004
- 『うつ克服 心は脳を動かし、脳は心を変える!』第三文明社 2005
- 『記憶脳を強くする実践ノート 老化脳を元気脳に変える』リヨン社 2005
- 『最新脳科学が教える子どもの脳力を伸ばす法 わが子を健全な秀才にするための習慣』リヨン社 2005
- 『清水次郎長に学ぶクヨクヨしない生き方』廣済堂出版 2005
- 『食肉生活のススメ』出版芸術社 2005 『肉を食べると健康になる』中経の文庫
- 『ストレスをなくせば「うつ」は治る』廣済堂出版 2005 『うつを遠ざける9つの方法』中経の文庫 2009
- 『ストレスに負けない健康の知識』角川選書 2005
- 『定年後は「いきいき脳」を鍛えよう』亜紀書房 2005
- 『年寄りの話はなぜ長いのか』東洋経済新報社 2005
- 『脳の栄養失調 脳とダイエットの危険な関係』講談社ブルーバックス 2005
- 『病気がイヤなら太りなさい 肥満はヤセより長生き』リヨン社 2005
- 『うつにならない脳の作り方』廣済堂文庫 2006
- 『運勢をひらく〈般若心経〉の処方箋』春秋社 2006
- 『魂をゆさぶる禅の名言 明日からあなたは変わる!』双葉社 2006
- 『脳と心に効く言葉 心と思考が前向きになり、人生が輝く言葉の威力!』リヨン社 かに心書 2006 のち二見レインボー文庫
- 『脳にもっと栄養を!うつな気分は食事で治る 脳と食べ物と心の関係』ベストセラーズ 2006
- 『〈ハッキリ脳〉の習慣術』角川oneテーマ21 2006
- 『晴れないうつはないのです うつを知る、治す、防ぐ』すばる舎 2006
- 『負け犬はなぜ早死になのか』東洋経済新報社 2006
- 『明日に希望をつなぐ東洋のことば』すばる舎 2007
- 『宇宙を貫く幸福の法則』ビジネス社 2007
- 『うつを克服する気に病まない生き方』リヨン社 2007
- 『心を揺るがす禅問答の名言』主婦の友インフォス情報社 2007 『人生に自信がつく禅問答の名言』2009
- 『心がスーッとなる禅の言葉』成美文庫 2007
- 『心が奮い立つ禅の名言 闇は消えあなたの生が輝き出す』双葉社 2007
- 『人生に〈定年〉はない 山岡鉄舟・清水次郎長に学ぶ』春秋社 2007
- 『禅の言葉に学ぶ生き方 悩まない、迷わない、心配しない!』大和書房 2007
- 『念ずれば夢かなう』春秋社 2007
- 『脳が若返るいきいき脳トレドリル』PHP研究所 2007
- 『脳によく効く栄養学 ボケたくなければ肉を食え』朝日新書 2007
- 『病気にならない食べ方』中経の文庫 2007
- 『不安神経症に効く実践ノート 激増する脳の現代病を、読んで書き綴りながら克服する法』リヨン社 2007
- 『一日10分の坐禅入門 医者がすすめる禅のこころ』角川oneテーマ21 2008
- 『健康神話にだまされるな』角川oneテーマ21 2008
- 『幸せを生む〈魔法〉 ブッダのことばと瞑想法』春秋社 2008
- 『人生が開ける禅の言葉』PHP新書 2008
- 『長生きする食早死にする食 「医学」の常識は、「体」の非常識』経済界 2008 のち新潮文庫
- 『病気にならない一問一答』静岡新聞社 静新新書 2008
- 『病気の9割は薬なしで治る』廣済堂出版 健康人新書 2008
- 『不安や悩みが消える瞑想・呼吸法』リヨン社 2008
- 『あなたを幸福に導く人生の鉄則 大いなるものを信じて』双葉社 2009
- 『医者がすすめるやさしい座禅』成美文庫 2009
- 『心がまぁーるくなる禅のおはなし』ベストセラーズ 2009
- 『心と体がととのう『天台小止観』』春秋社 2009
- 『禅的生活のすすめ』角川学芸ブックス 2009
- 『禅の名言 決定版』双葉文庫 2009
- 『誰も知らないサプリメントの真実』朝日新書 2009
- 『長生きしたければ"ちょい不健康"で生きなさい ヘタな健康知識があなたを病気にする』河出書房新社 Kawade夢新書 2009
- 『脳トレ神話にだまされるな』角川oneテーマ21 2009
- 『病気になった人、ならなかった人の気になる寿命』廣済堂あかつき出版事業部 健康人新書 2009
- 『本当に「うつ」が治ったマニュアル』廣済堂あかつき出版事業部 健康人新書 2009
- 『4時間快眠法 グッスリ眠って疲れがとれる』かんき出版 2010
- 『うつ克服の最強手段言霊療法』日本放送出版協会 生活人新書 2010
- 『"うつ"と戦わない生き方』角川書店 2010
- 『うつは「暗示」で追い払う』廣済堂あかつき出版事業部 健康人新書 2010
- 『心がスーッとなるブッダの呼吸法』成美文庫 2010
- 『心がスーッとなるブッダの思考術』成美文庫 2010
- 『言霊力 人生を変える言葉のパワー』春秋社 2010
- 『『坂の上の雲』の群像と二・二六事件、日米開戦をつなぐ歴史の謎』主婦の友インフォス情報社 2010
- 『禅が教える「考えない」作法 昨日を悔やむな、明日を思いわずらうな』亜紀書房 2010
- 『「一秒」禅 心がスーッとなる"気づき"の練習帖』成美文庫 2011
- 『うつに負けない「気」の高め方 誰でもできる〈高田式-脳をストレスから解放する方法〉』河出書房新社 Kawade夢文庫 2011
- 『元気が出る禅の名言 自信を持って生きがいある人生を送るために』双葉新書 2011
- 『心が楽になる作法』春秋社 2011
- 『責めず、比べず、思い出さず 苦しまない生き方 禅と大脳生理学に学ぶ知恵』コスモトゥーワン 2011 のち三笠書房知的生きかた文庫
- 『他人と比べずに生きるには』PHP新書 2011
- 『日本人の「うつ」は、もう薬では治せないのか 脳生理学者が自らの抗うつ剤体験でつきとめた』主婦の友新書 2011
- 『イヤな思いがスーッと消えるブッダのひと言』中経の文庫 2012
- 『人生の目的は「心が楽になること」』新講社 2013
- 『長生きしたけりゃ、医者の言いなりになるな』朝日新書 2013
- 『念起こるこれ病なり継がざるこれ薬なり 禅と大脳生理学に学ぶ心が今すぐ解放される珠玉の「言霊」』コスモ21 2013
- 『脳とこころがホッとする健康学 うつもボケも寄せつけない』すばる舎 2013
- 『100歳までボケない脳に変わる! 速聴CDブック』きこ書房 2013
- 『不安と後悔を捨てる生き方 心が変わる般若心経と脳科学』PHP新書 2013
- 『ブッダに学ぶ「自由な心」練習帳』成美文庫 2013
- 『困ったことは起こらない 禅が教える"無限の力"』きこ書房 2014
- 『夫の存在が妻の寿命を縮めている』きこ書房 2016
- 『脳科学医が教える他人に敏感すぎる人がラクに生きる方法』幻冬舎 2017

### 共編著
- 『補体とその周辺』共編 医歯薬出版 1981
- 『臨床のための免疫学テキスト』山下昭共編 医歯薬出版 1981
- 『炎症の化学伝達 第3回浜松免疫セミナー 1 (血漿,血小板性因子)』共編 メディカルリサーチセンター 1983
- 『臨床生理学』本田西男,森田之大共編 医歯薬出版 1983
- 『炎症の化学伝達 第4回浜松免疫セミナー 2 (細胞性因子)』共編 メディカルリサーチセンター 1984
- 『血液』高久史麿共編 医学書院 1987
- 『最新の血栓溶解療法 t-PAとpro-UK』阪口周吉共編 メジカルビュー社 1989
- 『死を見つめる心の科学 生きるのは、あなたです』荒金天倫共著 講談社ブルーバックス 1989
- 『最新の抗血栓療法』編 メジカルビュー社 1991
- 『医科臨床生理学』森田之大,東儀英夫共編 医歯薬出版 1993
- 『新生理学入門』高田由美子共著 南山堂 1994
- 『アトラスで学ぶ生理学』編 丸善 1996
- 『疾病論入門 生理学から病理学へ』高田由美子共著 南山堂 1996
- 『からだを理解するための解剖・生理学』高辻功一,遠山正彌共著 金芳堂 1999
- 『生理学はおもしろい』高田由美子共著 医学書院 2000
- 『脳・神経研究のための分子生物学技術構座』小幡邦彦,井本敬二共編 文光堂 2000
- 『脳の動態をみる 記憶とその障害の分子機構』中原大一郎,加藤武,野村正彦共編 医学書院 2001
- 『うつに克つ!心を元気にするレシピ』吉川珠美共著 家の光協会 2004
- 『砂糖の科学』橋本仁共編 朝倉書店 シリーズ〈食品の科学〉2006
- 『〈ちょいメタ〉のほうが長生き?』生島ヒロシ共著 春秋社 2008
- 『脳と栄養ハンドブック』古賀良彦共編 サイエンスフォーラム 2008